# توماس کاکرین
توماس کاکرین (انگلیسی: Thomas John Cochrane; ۵ فوریهٔ ۱۷۸۹ – ۱۹ اکتبر ۱۸۷۲) فرد نظامی اهل پادشاهی متحد بریتانیای کبیر و ایرلند بود. وی همچنین برندهٔ جوایزی همچون نشان حمام شده‌است.
او یک افسر نیروی دریایی سلطنتی بود. پس از خدمت به عنوان یک افسر جزء در طول جنگ‌های انقلاب فرانسه، کشتی فرانسوی فیوریت را در سواحل گویان هلند تصرف کرد و سپس در عملیات‌های مختلفی از جمله تصرف جزایر ویرجین از نیروهای دانمارکی، تصرف جزیره فرانسوی مارتینیک و تصرف مجمع‌الجزایر فرانسوی ایل دِ سنت در طول جنگ‌های ناپلئونی شرکت داشت. او همچنین در آتش زدن واشنگتن و حمله به بالتیمور در طول جنگ ۱۸۱۲ شرکت داشت.
کاکرین پیش از آنکه فرمانده در هند شرقی و ایستگاه چین و سپس فرمانده در پورتسموث شود، به عنوان فرماندار استعماری نیوفاندلند و سپس نماینده پارلمان از ایپسویچ خدمت کرد.